# Last Order: Final Fantasy VII
Last Order: Final Fantasy VII (ラストオーダー -ファイナルファンタジーVII- Rasuto Ōdā -Fainaru Fantajī Sebun-), cũng được viết tắt thành Last Order hoặc LO, là một bộ anime OVA Nhật Bản do hãng Madhouse sản xuất và Square Enix phát hành vào năm 2005. Phim do Asaka Morio làm đạo diễn và Maruyama Masao Maruta Jungo và Ofuji Akio phụ trách sản xuất. Nomura Tetsuya đóng vai trò chỉ đạo giám sát. OVA này là một phiên bản thay thế của hai cảnh hồi tưởng được tìm thấy trong tựa game năm 1997 Final Fantasy VII. Last Order được phát hành tại Nhật với Advent Pieces: Limited, một phiên bản đặc biệt của bộ phim Final Fantasy VII: Advent Children, và là một phần bổ sung thêm trong bản Bắc Mỹ "Limited Edition Collector's Set" của bộ Advent Children.
Last Order có liên quan đến Compilation of Final Fantasy VII, một sê-ri gồm các phần tiền truyện và phần tiếp theo của bản game gốc Final Fantasy VII. Dù đây chưa hẳn là phần chính thức hoặc tác phẩm được công nhận là đúng của bộ Compilation, OVA vẫn được đưa vào sách hướng dẫn chính thức. Compilation of Final Fantasy VII gồm có các tựa game Before Crisis: Final Fantasy VII, Dirge of Cerberus: Final Fantasy VII và Crisis Core: Final Fantasy VII, cũng như phim Final Fantasy VII: Advent Children và bộ sưu tập những mẩu truyện ngắn On the Way to a Smile. Nhạc nền của Last Order được phát hành kèm theo phần âm nhạc của Before Crisis, và các bài hát chọn lọc sau đó đã được remix cho Crisis Core. OVA này được tạo ra do sự thành công về mặt thương mại quảng cáo dành cho Before Crisis, với quá trình sản xuất kéo dài sáu tháng.
Cốt truyện của Last Order bao gồm hai sự kiện xảy ra trước các sự kiện chính của Final Fantasy VII. Một phần xoay quanh kịch bản Nibelheim tập trung vào tuyến nhân vật Zack Fair, Cloud Strife, Sephiroth và Tifa Lockhart. Sự kiện khác nói về Zack và Cloud khi họ chạy trốn khỏi siêu tập đoàn Shinra. OVA chiếu lại hai đoạn hồi tưởng, được liên kết bởi lời kể của thủ lĩnh đội Turk Tseng và những suy ngẫm của ông về sự kiện Nibelheim. Ban đầu tập trung vào Zack, Last Order làm nổi bật cảm xúc và vị trí của Tseng trong công ty Shinra, cũng như các giá trị đạo đức của mình.
Mặc dù 77.777 bản Advent Pieces: Limited được phát hành tại Nhật đã bán hết cả tháng trước ngày phát hành chính thức, Last Order vẫn nhận được phản hồi tiêu cực của người hâm mộ từ sự thay đổi nội dung và trình tự trong bản game gốc Final Fantasy VII, và vì điều này, nhóm phát triển Crisis Core đã tránh tạo lại những cảnh nhất định từ Last Order.

## Bối cảnh
Last Order khám phá các tình huống rõ nét và có liên quan đến trongFinal Fantasy VII và các tác phẩm Compilation khác. Thế giới của Final Fantasy VII, mang tên "Planet", phụ thuộc vào sự sống còn của nó trên dòng năng lượng tinh thần gọi là Lifestream. Siêu tập đoàn Shinra cuối cùng cũng thâu tóm quyền hành và bắt đầu khai thác Lifestream thông qua lò phản ứng Mako, đang hủy hoại cả Planet. Shinra sử dụng Mako như một nguồn năng lượng và vận dụng sức mạnh và khả năng của tổ chức bán quân sự SOLDIER. Sephiroth, được coi là thành viên mạnh nhất của SOLDIER, được phái đến để điều tra lò phản ứng Mako tại thị trấn hoang vu Nibelheim và có SOLDIER Zack và hai người lính cận vệ đi cùng, một trong số đó là Cloud. Trong lúc ở đây, Sephiroth dành phần lớn thời gian đọc trong Biệt thự Shinra, mà trước đó đã được nhà khoa học Shinra tên là Hojo sử dụng để tiến hành các thí nghiệm. Nhờ cuốn sổ tay của Hojo, Sephiroth dần dần hiểu rõ về quá khứ của mình, cơ thể của anh được tiêm các tế bào của Jenova. Planet từng là nơi cư trú của chủng tộc Cetra (hay "Người Cổ đại"), gần như bị hủy diệt toàn bộ bởi Jenova, một dạng sống ngoài hành tinh đã đâm vào hành tinh này khoảng 2.000 năm trước và bắt đầu lây nhiễm cư dân Cetra bằng một loại vi khuẩn. Khi Jenova được một nhóm nhà khoa học Shinra khai quật lên, họ đã nhầm lẫn thứ này là một người Cetra. Điều này khiến Sephiroth tin rằng anh ta cũng cùng chủng tộc với Cetra, và loài người đã phản bội tổ tiên của hắn.

## Cốt truyện
Theo lời kể của Tseng, lãnh đạo bộ phận gián điệp và ám sát tinh nhuệ được gọi là Turks, Last Order chuyển tiếp giữa sự cố ở Nibelheim và vụ Zack Fair bỏ trốn sang Midgar với người bạn đang hôn mê là Cloud Strife. Suốt trong sự kiện Nibelheim, Sephiroth gần như phát điên khi phát hiện ra thân thế của mình, đã đốt cháy làng Nibelheim. Sau khi giết chết nhiều người dân vô tội, hắn tiến đến lò phản ứng Nibelheim là nơi cất giấu Jenova. Tifa, một cư dân ở Nibelheim, tấn công Sephiroth ngay khi hắn vừa đặt chân đến đây. Sephiroth đánh cô sang một bên và tiếp tục tiến lại gần cơ thể của Jenova, được bảo quản trong một bồn thủy tinh lớn chứa đầy chất lỏng. Zack vội bám theo Sephiroth vào lò phản ứng và giao chiến với hắn, nhưng Sephiroth có thể tước khí giới và vô hiệu hóa năng lực của anh. Sephiroth quay trở lại cơ thể của Jenova, nhưng không nhận ra Cloud đang lại gần hắn.
Cloud ngay lập tức đâm xuyên người Sephiroth bằng thanh kiếm của mình, đập vỡ bể thủy tinh chứa Jenova. Anh trở lại chỗ Tifa và hai người nói chuyện, trong khi Sephiroth cắt đầu Jenova. Hắn mang theo cái đầu chạy về phía Cloud và họ đánh lẫn nhau. Trong cuộc chiến, Cloud bị đâm xuyên qua dạ dày và treo trên lõi lò phản ứng. May thay, Cloud ráng sức cầm lấy thanh kiếm của Sephiroth và di chuyển lưỡi kiếm xuống đất và ném Sephiroth sang một bên. Sephiroth bở dở trận đánh và nhảy vào lõi lò phản ứng với cái đầu Jenova hòng bước sang "Promised Land". Mặc dù Zack và Cloud sống sót qua trận kịch chiến đến phút cuối, họ vẫn được Hojo đưa đến Biệt thự Shinra để tiến hành thử nghiệm.
Sự kiện khác được kể lại tường tận trong Last Order làm sáng tỏ vụ trốn thoát của Zack và Cloud từ tay Shinra. Trong thời gian tại Biệt thự Shinra, Cloud đã phải chịu đựng chứng ngộ độc Mako do sự gia tăng những ký ức tràn ngập trong tâm trí anh, khiến anh rơi vào trạng thái vô thức, không phản ứng gì khác. Zack cùng với Cloud rời khỏi nơi đây với ý định trở về Midgar, trụ sở chính của Shinra. Tuy nhiên, Shinra đã ra lệnh cho SOLDIER và Turks truy tìm và tiêu diệt hai tên đào ngũ này. Tseng quyết định bắt sống họ.
Phát cáu vì phải trông chừng Zack và Cloud bị trói chặt phía sau thùng xe tải, các đặc vụ của Shinra đã quyết định phớt lờ lệnh đợi đội Turks tới. Một mục tiêu nhắm vào Cloud đang bị tổn thương vì chất độc ngấm vào người. Zack nhảy lên trước mặt Cloud, hét vào mặt anh chạy trốn cho mau.

## Diễn viên lồng tiếng
- Suzumura Kenichi lồng tiếng cho Zack Fair,[13] một SOLDIER cấp 1 đối mặt với Sephiroth và bị đánh bại một cách tàn nhẫn. Sau khi được Hojo thử nghiệm, Zack cố gắng trốn khỏi Shinra với bạn mình là Cloud. Nhóm sản xuất đã sử dụng Last Order "để miêu tả Zack cho đúng" như một chàng trai trẻ tuổi vô tư lự.[14] Suzumura lưu ý rằng Zack cảm thấy trông "sống động" hơn nhiều trong Last Order so với sự xuất hiện của anh trong Advent Children.[15]
- Sakurai Takahiro lồng tiếng cho Cloud Strife,[13] một lính cận vệ Shinra giao chiến với Sephiroth sau khi chứng kiến bạn bè của mình là Zack và Tifa bị tổn thương, và Nibelheim bị phá hủy. Suýt chết vì vết thương của mình, Cloud được Hojo đem ra thử nghiệm và rơi vào trạng thái hôn mê.
- Morikawa Toshiyuki lồng tiếng cho Sephiroth,[13] một SOLDIER cấp 1 và là bạn trong quá khứ của Zack. Sau khi khám phá ra nguồn gốc của mình, Sephiroth trở nên điên loạn và "phản bội những người đã tin tưởng vào anh ta."[14] Sephiroth cố gắng mang Jenova ("mẹ" của anh) và bản thân mình đến "Promised Land".
- Suwabe Junichi lồng tiếng cho Tseng,[13] lãnh đạo của đội Turks kể lại câu chuyện trong OVA. Lúc đầu, OVA được dự định tập trung vào Zack, nhưng Tseng đã trở thành "điểm nhấn thật sự." Last Order nói thêm về những cảm xúc thay đổi của Tseng đối với công việc của mình, cũng như nơi mà anh ta đặt những giá trị đạo đức của mình.[14]
- Ito Ayumi lồng tiếng cho Tifa Lockhart,[13] một cư dân của Nibelheim và là bạn thời thơ ấu của Cloud. Trong cơn giận dữ, Tifa cố gắng giết Sephiroth, nhưng anh ta chặn được đòn tấn công của cô và đánh cô bị thương.
- Fujioka Hiroshi lồng tiếng cho Zangan,[13] Thầy dạy võ của Tifa. Sau khi Tifa bị Sephiroth gây thương tích tại lò phản ứng Mako, Zangan tìm lại được cô và đưa đến nơi an toàn.
- Fujiwara Keiji lồng tiếng cho Reno và Kusunoki Taiten lồng tiếng cho Rude.[13] Họ đều là thành viên của đội Turks dưới sự chỉ huy của Tseng và hoạt động như là đối tác.
- Nozawa Nachi lồng tiếng cho Giáo sư Hojo,[13] người đứng đầu cơ quan khoa học của Shinra. Hojo bắt Zack và Cloud làm vật thí nghiệm, ngay lập tức bác bỏ sự bất mãn của Tseng về việc sử dụng này.
- Namikawa Daisuke lồng tiếng cho Turk (Rod), Sato Ginpei lồng tiếng cho Turk (Two Guns), Ōtsuka Hōchū lồng tiếng cho Turk (Martial Arts), Aoki Mayuko lồng tiếng cho Turk (Shotgun), và Toyoguchi Megumi lồng tiếng cho Turk (Gun).[13] Những nhân vật này đều là thành viên đội Turks dưới sự chỉ huy của Tseng xuất hiện lúc đầu trong Before Crisis.

Các vai khác được lồng tiếng bao gồm Okuda Keiji, Imaruoka Atsushi, Mizuno Ryūji và Kirii Daisuke là thành viên của đơn vị quân đội Shinra cố bắt giữ Cloud và Zack. Tadano Yōhei và Hōki Katsuhisa lồng tiếng dân làng tại Nibelheim.

## Sản xuất và phát hành

Last Order được phát hành trong bộ sưu tập của Final Fantasy VII: Advent Children ở Bắc Mỹ

Last Order: Final Fantasy VII do Madhouse sản xuất và viết kịch bản và Asaka Morio làm đạo diễn. Quyết định tạo ra Last Order phát sinh từ phản ứng tích cực đối với một đoạn quảng cáo nổi tiếng được Madhouse tạo ra cho tựa game Before Crisis. Madhouse được chọn để sản xuất OVA một phần vì thành công của họ với đoạn video clip và bởi vì chủ tịch của Madhouse đã rất nhiệt tình về dự án này. Tuy nhiên, lý do chính để chọn Madhouse là do công ty "hiểu rõ tầm quan trọng" của việc dựng lên một bộ anime Final Fantasy VII, vì nó được coi là một trách nhiệm lớn trong việc cổ vũ "tựa game nổi tiếng nhất trong dòng FF [Final Fantasy]." Nomura Tetsuya, nhà thiết kế nhân vật cho dòng game Final Fantasy VII và là đạo diễn chung của Advent Children, đóng vai trò chỉ đạo giám sát. Ông có quyền từ chối hoặc chấp nhận bản vẽ khái niệm chủ chốt cho Last Order. Kết quả là, Nomura đã có một số lượng lớn hình vẽ lại, trong phạm vi "toàn bộ quá trình sản xuất đang gặp nguy hiểm."
Quá trình sản xuất kéo dài sáu tháng. Đội ngũ sản xuất đã xem xét một phần khó nhất trong việc tạo ra OVA để khiến "những bản vẽ của Nomura di chuyển trên màn hình." Bởi vì Last Order được vẽ bằng tay, cả nhóm phải đối mặt với những khó khăn trong việc tạo ra những đường đồng nhất. Một vấn đề nữa là cảm nhận chung của từng phân đoạn; các bản vẽ gốc đã được một số họa sĩ thực hiện, dẫn đến những cảnh khác nhau có những phong cách khác nhau. Nhà sản xuất Akio Ofuji giải thích rằng họ "muốn đảm bảo sản phẩm cuối cùng có chất lượng rất cao, vì vậy [họ] đã làm việc với công ty sản xuất cả ngày lẫn đêm, thẳng đến thời hạn cuối cùng." Nomura và Ofuji đều đồng ý rằng có nhiều cảnh thể hiện các sự kiện và cảm xúc quan trọng trong Final Fantasy VII bị phân mảnh và rời rạc, nên họ đã quyết định rằng những cảnh đó sẽ là chủ đề của Last Order, cho khán giả Advent Children (phim Last Order được phát hành với) "sự hiểu biết thú vị hơn." Họ đã sử dụng bộ phim như là một cơ hội để miêu tả Zack "đúng" như một "người đàn ông đẹp trai, nhân hậu [người] có trong ký ức của mọi người". Last Order cũng mô tả chi tiết về sự khuếch trương của Tseng và cảm xúc của ông đối với cả công việc và sự kiện được kể lại, trong đó ông cố gắng "có được những ý tưởng của mình về công lý được lắng nghe" nhưng sau đó đã từ bỏ những giá trị đạo đức của mình "nhằm thực hiện một sứ mệnh tàn nhẫn." Ofuji bình luận rằng "đây là những cảnh mà chúng tôi muốn mọi người chú ý hơn nữa."
Last Order ban đầu được phát hành ở Nhật với bản "Ultimate Edition" của phim Advent Children, Advent Pieces: Limited, vào ngày 14 tháng 9 năm 2005. OVA này được đưa vào bộ sưu tập Bắc Mỹ bản "Limited Edition Collector's Set" của Advent Children, do Sony Pictures Home Entertainment phát hành vào ngày 20 tháng 2 năm 2007. Phiên bản Bắc Mỹ không có phần lồng tiếng Anh và có phụ đề trong OVA. Last Order không có trong bản phát hành Final Fantasy VII: Advent Children Complete, bản director's cut năm 2009 của Advent Children với những cảnh quay bổ sung.
Compilation of Final Fantasy VII là một sê-ri gồm các phần trước và phần tiếp theo của bản game gốc Final Fantasy VII. Last Order không phải là một phần của Compilation of Final Fantasy VII và được coi là một tác phẩm ngoài lề. Tuy vậy, nó đã được liên kết với dòng game Final Fantasy VII kể từ khi tạo ra, và được nhắc đến cùng với các phiên bản chính thức trong các sách hướng dẫn chính thức và Ultimania. Các tác phẩm Compilation gồm có phim Advent Children và các game Before Crisis (điện thoại di động), Dirge of Cerberus (PS2), và Crisis Core (PSP). Giống như Last Order, Dirge of Cerberus Lost Episode: Final Fantasy VII (một dạng game điện thoại di động của Dirge of Cerberus) là một tác phẩm ngoài lề có liên quan đến Compilation.

### Âm nhạc
Phần nhạc của Last Order' được sáng tác, sắp xếp và sản xuất bởi Takeharu Ishimoto, bao gồm cả bài hát kết thúc chủ đề có tựa đề "Last Order". Âm nhạc được kết hợp với bản nhạc của Before Crisis trên một soundtrack đĩa đơn và được phát hành ở Nhật vào ngày 19 tháng 12 năm 2007. Bộ soundtrack này về sau được Square Enix sản xuất ở Bắc Mỹ. Các bài nhạc từ 13 đến 27 trên đĩa chứa bản dàn bè từ Last Order, trong khi bản số 1 đến 12 chứa phần nhạc từ Before Crisis. Những bản nhạc chọn lọc trên soundtrack của Crisis Core gồm phần nhạc và các bản remix phần nhạc từ OVA.
Album tặng bốn đĩa của OverClocked ReMix, Voices of the Lifestream, có một đĩa có tựa đề Order. Tên được chọn trùng khớp với Last Order, và âm nhạc lấy chủ đề theo đó.

## Phản ứng và ảnh hưởng văn hoá
Chỉ có 77.777 bản Advent Pieces: Limited được sản xuất tại Nhật Bản, và chúng không còn nữa, đã được bán hết hàng tháng trước khi phát hành. Họ bán lẻ mỗi bản với giá 29.500 ¥ hoặc 300 USD, trong lúc ấn bản của bộ sưu tập Bắc Mỹ được bán với giá 49.95 USD.
Nhìn chung, Last Order nhận được phản hồi tích cực từ giới phê bình phương Tây. Chris Carle của IGN lưu ý rằng Last Order là "bữa ăn thực sự của những thứ mới mẻ [trong bộ sưu tập Advent Children]… một chương hoạt hình theo truyền thống dành cho người hâm mộ FF [Final Fantasy] tập trung vào câu chuyện về Zack và Cloud" và "nó cho biết thêm nhiều chiều hướng cho câu chuyện [trong Final Fantasy VII]." Todd Douglass Jr. từ DVD Talk đã gọi Last Order "lý do thực sự để xem phiên bản Limited Edition dành cho Advent Children" và bình luận rằng "một fan hâm mộ anime lâu năm và là người yêu thích Final Fantasy," anh "bị mê hoặc bởi từng phút một có trong Last Order." Tuy nhiên, Hideki Imaizumi, nhà sản xuất của Crisis Core, nói rằng họ đã nhận được "phản hồi tiêu cực đáng kể" từ người hâm mộ vì không hài lòng với những thay đổi được thực hiện cho sự kiện Nibelheim trong Last Order. Do đó, cảnh quay được làm lại trong Crisis Core, và đội ngũ sản xuất cẩn thận tránh đưa ra những quyết định tương tự.